# Điền Bố
Điền Bố (chữ Hán: 田布, bính âm: Tian Bu, 785 - 6 tháng 2 năm 822), tên tự là Đôn Lễ (敦禮) là Tiết độ sứ ba trấn Hà Dương, Kinh Nguyên, Ngụy Bác dưới triều đại nhà Đường trong lịch sử Trung Quốc. Do cha Điền Hoằng Chánh lập công to với nhà Đường, nên Điền Bố được bổ nhiệm vào chức tiết độ sứ. Khi Điền Hoằng Chánh bị loạn binh ở Trấn châu giết hại, Điền Bố nhận chức Tiết độ sứ Ngụy Bác, quyết tâm tiêu diệt Vương Đình Thấu, trả thù cho cha. Tuy nhiên cuối cùng ông thất bại và tự sát. Sau cái chết của Điền Bố, triều đình nhà Đường cho đến lúc diệt vong vẫn không bao giờ có thể kiểm soát được trấn Ngụy Bác nói riêng và Hà Bắc tam trấn nói chung.

## Thân thế và thuở thiếu thời
Điền Bố chào đời vào năm 785 dưới triều vua Đức Tông nhà Đường. Ông là con trai thứ ba của tiết độ sứ Ngụy Bác - Thành Đức Điền Hưng, trên ông còn có hai người anh là Quần, Mưu. Khi Điền Bố chưa đến tuổi trưởng thành thì Điền Hưng chỉ giữ chức trấn tướng ở Lâm Thanh thuộc trấn Ngụy Bác. Khi đó trấn Ngụy Bác bán li khai với triều đình trung ương, từ lâu đã bỏ việc nạp cống. Điền Bố biết tình thế đó nên nhiều lần bí mật khuyên Điền Hưng đem quân của mình theo về với triều đình thì mới có thể tránh tai vạ; Điền Hưng rất ngạc nhiên với lời khuyên này của ông.
Năm 812, Tiết độ sứ đương nhiệm ở Ngụy Bác là Điền Quý An qua đời, quân sĩ làm chính biến lật đổ con trai Quý An là Điền Hoài Gián rồi ủng hộ Điền Hưng làm thống soái. Điền Hưng chấp thuận và dâng biểu lên triều đình, nộp sổ kê khai dân số và bản đồ 6 châu của Ngụy Bác, do đó được triều đình công nhận cho làm Tiết độ sứ, đổi tên là Điền Hoằng Chánh. Điền Bố theo phục vụ cha mình và trở thành người nắm giữ lực lượng thân binh.

## Làm trấn tướng ở Ngụy
Lúc bấy giờ triều đình nhà Đường mở các chiến dịch quy mô lớn tiêu diệt các phiên trấn cát cứ, riêng Điền Hoằng Chánh đã sớm quy phục nên không bị động đến. Năm 815, nhà Đường thảo phạt Tiết độ sứ Chương Nghĩa Ngô Nguyên Tế, Điền Bố nhận lệnh cha đem 3000 quân đến hỗ trợ. Quân của ông đóng tại Đường châu, được nhận chức Kiểm giáo Bí thư giám kiêm Điện trung thị ngự sử. Ông lập công trong 18 trận chiến: Lăng Vân Sách, Yển Thành góp phần lớn vào chiến thắng sau cùng của quân Đường. Do công lao này, ông được phong làm Ngự sử trung thừa.
Năm 817, đại thần Bùi Độ được cử làm tuyên phủ sứ công diệt Thái châu. Bùi Độ hay quan sát quân đội ở Đà Khẩu, tướng giặc là Đổng Trọng Chất thừa cơ đem kiêu kị đến tập kích, nhưng Điền Bố cùng Lý Quang Nhan kịp thời đem 200 binh để cứu nên Bùi Độ mới có thể thoát được.
Sau khi Ngô Nguyên Tế bị tiêu diệt, Điền Bố được xét công phong làm Tả Kim ngô vệ tướng quân kiêm Ngự sử đại phu. Năm 818, mẹ Điền Bố qua đời, ông giải chức về để tang, nhưng không lâu sau đó lại được cất nhắc trở lại chức cũ.

## Đánh Triệu báo thù
Năm 820, Tiết độ sứ Thành Đức Vương Thừa Tông qua đời. Quân trung ủng hộ người em là Vương Thừa Nguyên kế nhiệm, song Vương Thừa Nguyên lại từ chối và dâng biểu lên triều đình xin giao lại trấn. Vua Mục Tông chuyển Thừa Nguyên làm Tiết độ sứ Nghĩa Thành, chuyển Điền Hoằng Chánh đến làm Tiết độ sứ Thành Đức, Tiết độ sứ Bân Ninh Lý Tố tiếp quản trấn Ngụy Bác. Điền Bố trong dịp này được thụ phong Tiết độ sứ Hà Dương. Ông cùng cha nhận tiết mao trong cùng một ngày. Mùa xuân năm 821, ông được dời làm Tiết độ sứ Kinh Nguyên.
Mùa thu năm 821, Vương Đình Thấu cầm đầu loạn binh Trấn châu nổi dậy giết Điền Hoằng Chánh. Lý Tố ở Ngụy Bác nghe tin rất tức giận và chuẩn bị đem quân thảo phạt Vương Đình Thấu, tuy nhiên lại nhanh chóng lâm bệnh rồi mất. Vua Mục Tông nhớ lại Điền Bố là con cháu của Điền thị, nên quyết định phong cho ông làm Tiết độ sứ Ngụy Bác, Kiểm giáo công bộ thượng thư. Điền Bố từ chối nhiều lần, song do bị thúc ép mãi nên nhận lời. Ông từ biệt vợ con, gia khách của mình đến Ngụy châu và nói rằng mình sẽ không trở lại.
Khi đến Ngụy châu, Điền Bố tìm cách che giấu thân phận của mình bằng cách không mang quân sĩ hộ vệ. Khi còn cách Ngụy châu 30 lý, Điền Bố thay đồ tang, khóc mà đi vào thành. Tiền lương bổng mỗi tháng 100 vạn ông không giữ lấy một đồng nào, rồi lại bán gia sản của mình, gộp hết thành tiền ban cho quân sĩ; coi họ như huynh đệ. Lại bổ dụng Sử Hiến Thành làm Tiên phong binh mã sử, ủy tác quân lính tinh nhuệ cho. Tiếp đến ông hợp quân với nhà Đường công đánh Thành Đức.
Mùa đông năm 821, Điền Bố đem 30000 quân đóng lũy ở phía nam huyện Nam Cung để thảo phạt Vương Đình Thấu. Tháng 12 năm đó, ông chính thức tấn công và chiếm được hai sách ở vùng Nam Cung. Lúc đó ở U châu, Chu Khắc Dung bắt giam tiết độ sứ Trương Hoằng Tĩnh, liên quân với Trấn châu cùng làm loạn. Sử Hiến Thành cũng bí mật hợp tác với họ và nảy sinh ý đồ khác.
Lúc này quân Ngụy Bác lâm vào tình thế khó khăn. Theo bản tấu của Bạch Cư Dị gửi lên hoàng đế nhà Đường, quân sĩ Ngụy Bác trước kia từ thời Điền Hoằng Chánh đã quen với việc được triều đình hậu đãi, đến nay lại phải chiến đấu mệt nhọc, lời ta thán bắt đầu nổi lên. Cộng thêm khi đó là mùa đông, bão tuyết hoành hành, lương thực nuôi quân không vận chuyển tới được, nên Điền Bố phải cho thu gom lương thực từ sáu châu Ngụy Bác, điều này khiến quân sĩ bất bình. Sử Hiến Thành chớp lấy cơ hội, kích động quân sĩ nổi lên phản đối. Mùa xuân năm 822, có chiếu để Điền Bố dẫn lực lượng của mình đến trại tiết độ sứ Trung Vũ để tấn công Trấn châu từ phía đông, phần lớn binh sĩ đã bỏ trốn khỏi trại và đến chỗ Sử Hiến Thành. Điền Bố khi đó chỉ còn trong tay 8000 quân và buộc phải quay trở về Ngụy châu.

## Cái chết
Ngày 5 tháng 2, Điền Bố cùng lực lượng của mình về đến Ngụy châu. Ngày hôm sau, ông hội chư tướng đến bàn việc ra quân lần nữa. Quân sĩ trả lời rằng
Thượng thư nếu có thể làm theo cựu sự ở Hà Sóc, thì chúng tôi có thể lấy cái chết báo đáp; nếu không thì việc tái chiến e rằng không làm được.
Điền Bố biết âm mưu li gián của Sử Hiến Thành, than rằng sự việc đã hỏng. Sau đó ông viết biểu báo việc quân tình, xưng là di biểu gửi đến triều đình Trường An. Biểu viết
Thần thấy tâm ý của bọn quân sĩ, đều muốn phụ ơn nước. Thần chưa lập được công gì, thì không thể không nghĩ đến việc chết để đền ơn. Thần phủ phục ở đây xin bệ hạ mau chóng cứu Quang Nhan, Nguyên Dực. Nếu không thì nghĩa sĩ và trung thần đều sẽ bị quân Hà Sóc hại mất.
Rồi rút gươm đâm vào ngực tự sát. Năm đó ông mới có 38 tuổi. Mục Tông nghe tin, vô cùng xúc động, xuống chiếu nghỉ triều ba ngày, khen ngợi công lao và lòng trung thành của ông; truy tặng Thượng thư Hữu bộc xạ, thụy là Hiếu. Sử Hiến Thành được tin, liền dẫn quân về trấn và lên ngôi Tiết độ sứ, triều đình nhà Đường cũng phải công nhận.
Con trai Bố là Điền Hựu, vào giữa những năm Đại Trung làm An Nam đô hộ, lập được công lao ở biên cương.